# إيمي كروغر
إيمي كروغر (بالألمانية: Emmy Krüger)‏ هي مغنية أوبرا ومغنية ألمانية، ولدت في 27 نوفمبر 1886 في باد هومبورغ (فور در هوهه) في ألمانيا، وتوفيت في 13 مارس 1976 في زيورخ في سويسرا.